# Трояков, Егор Викторович
Егор Викторович Трояков (бел. Ягор Віктаравіч Траякоў; род. 24 февраля 1995, Гомель) — белорусский футболист, защитник клуба «Гомель».

## Карьера

### «Гомель»

#### Начало карьеры
Воспитанник футбольной академии «Гомеля», в составе которого прошёл все юношеские команды. В 2013 году футболист стал выступать за дублирующий состав клуба. В июне 2015 года футболист присоединился к основной команде гомельского клуба. Дебютировал за клуб футболист 9 августа 2015 года в матче против гродненского «Немана», выйдя на поле в стартовом составе. Дебютным забитым голом за клуб футболист отличился 31 октября 2015 года в матче против мозырской «Славии». По итогу дебютного сезона футболист вместе с клубом завершил чемпионат на итоговом последнем месте. В следующем сезоне 2016 года футболист вместе с клубом стал победителем чемпионата, вернувшись в Высшую лигу. В августе 2017 года футболист продлил контракт с клубом. Однако в дальнейшем футболист из-за полученной травмы на долгое время выбыл из распоряжения клуба.

#### Сезон 2019 (аренда в «Спутник» и «Сморгонь»)
В марте 2019 года футболист на правах арендного соглашения присоединился к речицкому «Спутнику», соглашение с которым было подписано до конца сезона. Дебютировал за клуб футболист 27 апреля 2019 года в матче против гомельского «Локомотива», выйдя на поле в стартовом составе. Футболист быстро закрепился в основной команде речицкого клуба, став одним из ключевых игроков. В июле 2019 года футболист покинул клуб, расторгнув арендное соглашение по соглашению сторон. В августе 2019 года футболсит на правах арендного соглашения присоединился к «Сморгони». Дебютировал за клуб футболист 17 августа 2019 года в матче против речицкому «Спутника», выйдя на поле в стартовом составе. Дебютным забитым голом за клуб футболист отличился 28 сентября 2019 года в матче против новополоцкого «Нафтана». По итогу сезона футболист вместе с клубом завершил чемпионат на предпоследнем месте. По окончании сезона футболист покинул клуб

#### Сезон 2020
В начале 2020 года футболист приступил к подготовке к новому сезону в составе гомельского клуба. Первый матч в сезоне футболист сыграл 18 апреля 2020 года против новополоцкого «Нафтана», выйдя на поле в стартовом составе. Однако футболист очень быстро потерял место в стартовом составе, став оставаться на скамейке запасных. Первым в сезоне забитым голом футболист отличился 6 июня 2020 года в матче Кубка Беларуси против минского клуба БГУ. Затем в июне 2020 года футболист вообще перестал попадать в заявку клуба на матчи до конца сезона. По итогу сезона футболист вместе с клубом стал серебряным призёром чемпионата, вернувшись в Высшую лигу. За сезон футболист успел отличиться за гомельским клуб своим единственным забитым голом. В январе 20221 года футболист покинул клуб по окончании срока действия контракта.

### «Волна» Пинск
В феврале 2021 года футболист на правах свободного агента присоединился к пинской «Волне», подписав контракт до конца сезона.. Дебютировал за клуб футболист 18 апреля 2021 года в матче против бобруйской «Белшины», выйдя на поле в стартовом составе, также отличившись своим дебютным забитым голом. В концовке сезона футболист отличился серией из 3 забитых голов, отличившись в каждом матче по взятию ворот. По итогу сезона футболист вместе с клубом завершил чемпионат на итоговом четвёртом месте в турнирной таблице. На протяжении сезона футболист выступал за пинский клуб в роли одного из основных игроков, отличившись 5 забитыми голами. В январе 2022 года футболист официально покинул клуб по окончании срока действия контракта.

### «Белшина»
В феврале 2022 года футболист на правах свободного агента присоединился к бобруйской «Белшине», подписав контракт до конца сезона. Дебютировал за клуб футболист 20 марта 2022 года в матче против могилёвского «Днепра», выйдя на поле в стартовом составе. Дебютными забитыми голами за клуб футболист отличился 30 апреля 2022 года в матче против жодинского «Торпедо-БелАЗ», оформив на свой счёт дубль. По итогу сезона футболист вместе с клубом завершил чемпионат на итоговом двенадцатом месте в турнирной таблице, сохранив прописку в высшем дивизионе. На протяжении сезона футболист выступал за бобруйский клуб в роли одного из ключевых игроков, отличившись 5 забитыми голами. В январе 2023 года футболист покинул бобруйский клуб по окончании сркоа действия контакта.

### «Гомель»

#### Сезон 2023
В январе 2023 года появилась информация, что «Гомель» заинтересован в возвращении футболиста. В скором времени футболист официально присоединился к клубу, подписав двухлетний контракт. Первый матч за клуб футболист сыграл 25 февраля 2023 года в финале за Суперкубок Беларуси, где уступили солигорскому «Шахтёру». Первый матч в чемпионате футболист сыграл 18 марта 2023 года против борисовского БАТЭ, выйдя на поле в стартовом составе. В мае 2023 года по решению контрольно-дисциплинарного комитета АБФФ был оштрафован на 200 базовых величин за участие в договорных матчах и получил условную шестимесячную дисквалификацию в случаи не оплаты штрафа. Первым забитым голом за клуб футболист отличился 12 августа 2023 года в матче против новополоцкого «Нафтана». По итогу сезона футболист вместе с клубом завершил чемпионат на итоговом шестом месте в турнирной таблице.

#### Сезон 2024
Новый сезон за клуб футболист начал 31 марта 2024 года с матча против гродненского «Немана», выйдя на замену в начале второго тайма. Своим первым в сезоне забитым голом за клуб футболист отличился 27 сентября 2024 года в матче против брестского «Динамо». В ноябре 2024 года футболист принимал участие в составе «Гомеля-2» в финальной части Второй лиги, где сыграл матч 11 ноября 2024 года против клуба «Крумкачи», выйдя на поле в стартовом составе, по итогу завершив чемпионат на итоговом пятом месте. По итогу сезона футболист вместе с клубом завершил чемпионат на итоговом шестом месте в турнирной таблице. На протяжении сезона футболист выступал за гомельский клуб в роли одного из основных игроков, отличившись своим единственным забитым голом. 

#### Сезон 2025
В январе 2025 года футболист продлил контракт с клубом до конца 2026 года. Первый матч в новом сезоне футболист сыграл 15 марта 2025 года против жодинского «Торпедо-БелАЗ», выйдя на поле в стартовом составе, однако получил травму и был заменён уже на 22 минуте. Вернулся в расположение клуба футболист в мае 2025 года, также отправившись выступать за «Гомель-2». Первый матч за вторую команду клуба футболист сыграл 23 мая 2025 года против «Осиповичей», выйдя на поле в стартовом составе.

## Достижения
«Гомель»
- Победитель Первой Лиги: 2016